# William Henry Bissell

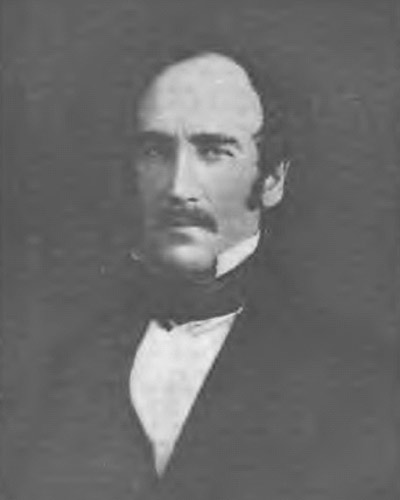
William Henry Bissell

William Henry Bissell (* 25. April 1811 in Hartwick, Otsego County, New York; † 18. März 1860 in Springfield, Illinois) war ein US-amerikanischer Politiker und von 1857 bis 1860 der elfte Gouverneur von Illinois. Außerdem vertrat er diesen Bundesstaat zwischen 1849 und 1855 als Abgeordneter im US-Repräsentantenhaus.

## Frühe Jahre und politischer Aufstieg
William Bissell besuchte die Schulen seiner Heimat und anschließend bis 1835 das Philadelphia Medical College. Dann praktizierte er in seiner Heimat und später in Illinois als Arzt. Dann entschied er sich zu einem zusätzlichen Jurastudium an der Transylvania University. Dort machte er 1844 sein juristisches Examen.
Zwischen 1840 und 1842 war Bissell Abgeordneter im Repräsentantenhaus von Illinois. Im Jahr 1844 wurde er Staatsanwalt im Zweiten Gerichtsbezirk des Staates. Er nahm aktiv am Mexikanisch-Amerikanischen Krieg teil und brachte es bis zum Colonel. Nach dem Ende des Krieges wurde er für die Demokratische Partei in das US-Repräsentantenhaus gewählt. Zwischen 1849 und 1855 verblieb er in Washington, D.C. Nach der Gründung der Republikanischen Partei im Jahr 1854 trat Bissell dieser Partei bei, besonders weil er schon immer ein Gegner der Sklaverei war und sich damit bei den Republikanern besser aufgehoben fühlte. Diese nominierten ihn für die 1856 anstehenden Gouverneurswahlen. Es gelang ihm, die Wahlen vom 4. November 1856 mit 47:45 Prozent der Stimmen gegen den Demokraten William Alexander Richardson zu gewinnen.

## Gouverneur von Illinois
Bissell trat sein neues Amt am 12. Januar 1857 an. In seiner Amtszeit wurde das Budget für die Strafanstalten erhöht. Der Gouverneur setzte sich auch für Krankenhäuser für Behinderte ein. Der Eisenbahnbau schritt weiter voran. Inzwischen gab es eine durchgehende Eisenbahnverbindung zwischen dem Mississippi und der Ostküste, die durch Illinois verlief. Damals wurde auch ein Betrugsskandal in der Verwaltung des Illinois-Michigan-Kanals aufgedeckt und eine Untersuchungskommission eingesetzt. Die Einwohnerzahl von Illinois war im Jahr 1860 auf über 1,7 Millionen gestiegen. Zehn Jahre zuvor hatte sie noch bei etwa 851.000 gelegen.
Noch während seiner Amtszeit zog sich Bissell eine Lungenentzündung zu, an der er im März 1860 starb. Damit wurde er der erste Gouverneur von Illinois, der im Amt gestorben ist. Er war mit Emily James verheiratet, mit der er zwei Kinder hatte. 
Seine Tochter Maria (1827–1901) machte in Sharon (Connecticut) die Bekanntschaft des Artillerieingenieurs Benjamin Berkeley Hotchkiss und heiratete ihn einige Zeit später.